# Liga Mexicana Élite 2010/11
Die Saison 2010/11 war die erste Spielzeit der Liga Mexicana Élite, der höchsten mexikanischen Eishockeyspielklasse. Meister wurden die Teotihuacan Priests.

## Modus
In der Hauptrunde absolvierte jede der vier Mannschaften insgesamt zwölf Spiele. Die drei bestplatzierten Mannschaften qualifizierten sich für die Playoffs, in denen der Meister ausgespielt wurde, wobei der Erstplatzierte direkt in das Playoff-Finale einzog. Für einen Sieg nach regulärer Spielzeit erhielt jede Mannschaft drei Punkte, bei einem Sieg nach Shootout gab es zwei Punkte, nach einer Niederlage nach Shootout gab es ein Punkt und bei einer Niederlage nach regulärer Spielzeit null Punkte.

## Hauptrunde
| Pos. | Klub                 | Sp | S | SOS | SON | N | Tore  | Punkte |
| ---- | -------------------- | -- | - | --- | --- | - | ----- | ------ |
| 1.   | Mayan Astronomers    | 12 | 7 | 0   | 3   | 2 | 53:36 | 24     |
| 2.   | Aztec Eagle Warriors | 12 | 7 | 1   | 0   | 4 | 33:24 | 23     |
| 3.   | Teotihuacan Priests  | 12 | 3 | 1   | 2   | 6 | 32:41 | 13     |
| 4.   | Zapotec Totems       | 12 | 2 | 3   | 0   | 7 | 27:44 | 12     |

Sp = Spiele, S = Siege, N = Niederlagen, SOS = Shootout-Sieg, SON = Shootout-Niederlage

## Playoffs

### Halbfinale
- Aztec Eagle Warriors – Teotihuacan Priests 0:2 (1:5, 1:2 n. V.)

### Finale
- Mayan Astronomers – Teotihuacan Priests 1:2 (0:5, 5:4, 1:2)